# Board of Green Cloth
Le Board of Green Cloth est un conseil de fonctionnaires appartenant à la Maison royale d'Angleterre et de Grande-Bretagne.
Il tire son nom de la nappe de feutrine verte qui recouvre la table à laquelle sont assis ses membres.

## Fonction
Le Board of Green Cloth a vérifié les comptes de la maison royale et a pris des dispositions pour les voyages royaux. Il siégeait également en tant que tribunal pour les infractions commises à l'intérieur du palais. Alors qu'il a existé jusqu'à l'époque moderne, sa compétence s'est limitée à la vente d'alcools, de paris et de licences de jeux pour les locaux relevant des domaines rattachés ou régis par les palais royaux.
Jusqu'en 2004, le Conseil avait compétence en tant qu'autorité de délivrance des licences sur un certain nombre de locaux à Westminster (à la « lisière » du palais de Buckingham) qui auraient autrement été sous la responsabilité du tribunal d'instance local, y compris Carlton House Terrace, l'extrémité nord de Whitehall et la National Gallery.  
Le Board of Green Cloth a disparu lors de la réforme des licences des collectivités locales en 2004, induite par le Licensing Act 2003 (en) (article 195).  Cependant, les palais royaux sont restés en dehors du champ d'application de la loi et ne nécessitent pas de licence de locaux pour servir de l'alcool . 

## Membres
Les membres du Conseil étaient : 
- le Lord Steward, chef du conseil
- le Treasurer of the Household
- le Comptroller of the Household (en)
- le Cofferer of the Household (en) (supprimé en 1782)
- le Master of the Household (en)
- le Clerk of the Green Cloth (en) (supprimé en 1782 au profit des Clercs de Maison ; restauré en 1815)
- le premier magistrat métropolitain.

### Célèbres représentants
- Henry Bridgeman (1er baron Bradford)
- Winston Churchill (1620-1688)
- Charles Manners (4e duc de Rutland)